# 烏古論蒲魯虎
乌古论蒲魯虎（?—?），乌古论氏。金朝大臣，乌古论当海的儿子。

## 生平
乌古论蒲魯虎是金上京独拔古人。通晓契丹大字、契丹小字。蒲魯虎娶宋王完颜宗望之女昭宁公主完顏什古为妻。金熙宗即位，以他为护卫，改牌印。常侍皇帝左右。转通进，承袭父亲谋克之位，历任临海军节度使、卫州防御使。完颜亮即位，由汾阳军节度使，入为太子詹事。在官任上去世，享年四十一岁，赠特进，驸马都尉。正隆年间，赠光禄大夫。

## 延伸阅读
[在维基数据编辑]
 《金史·卷120》，出自脱脱《遼史》